# Temesszőlős
Temesszőlős (szerbül Сочица / Sočica, románul Sălcița, németül Sotschitza) település Szerbiában, a Vajdaságban, a Dél-bánsági körzetben, Versec községben.

## Fekvése
Versectől keletre, Meszesfalva, Almád, Varadia és Mercsény közt fekvő település.

## Története
Temesszőlős török hódoltság előtti időszakáról nem maradtak fenn oklevelekkel igazolható adatok, de a hódoltság végén már lakott helyként említették.
Az 1723-1725-ös gróf Mercy-féle térképen, Schozischa alakban, a verseci kerületben levő helyként jelölték, az 1761. évi térkép szerint pedig ekkor óhitű lakosai voltak.
1832-ben kincstári birtok volt, melyet Czicco Szilárd, György, Péter, István és András vásárolt meg, később is ezek örökösei voltak itt a birtokosok.
1910-ben 926 lakosából 42 magyar, 872 román volt. Ebből 26 római katolikus, 10 református, 880 görögkeleti ortodox volt.
A trianoni békeszerződés előtt Temes vármegye Verseczi járásához tartozott.

## Népesség

### Demográfiai változások
| 1948 | 1953 | 1961 | 1971 | 1981 | 1991 | 2002 | 2011 |
| ---- | ---- | ---- | ---- | ---- | ---- | ---- | ---- |
| 654  | 618  | 595  | 470  | 340  | 291  | 170  | 133  |

## Nevezetességek
- Görögkeleti temploma - a 19. század közepén épült

## Jegyzetek

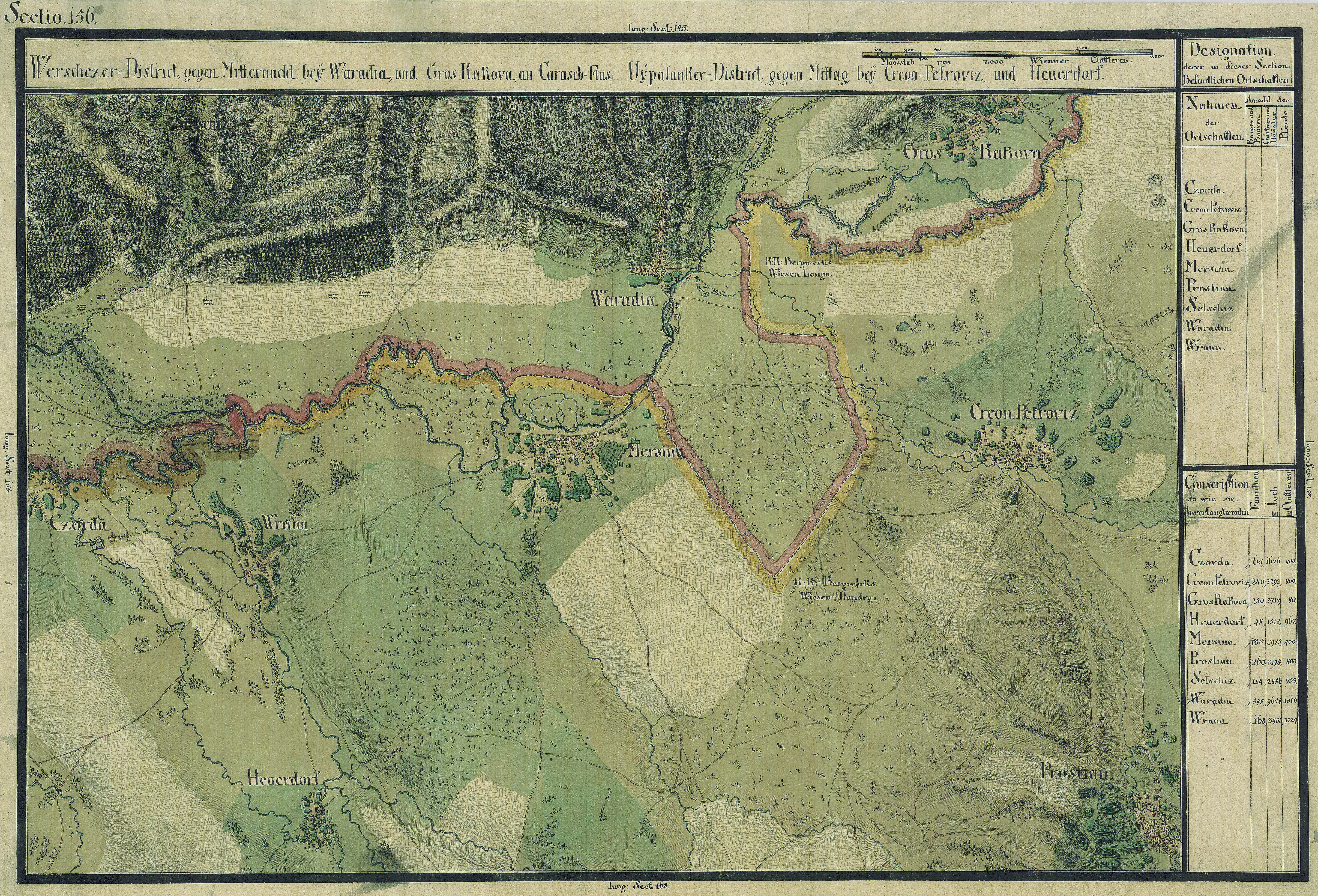
Temesszőlős egy régi térképen